# نادي لوكيزي
نادي لوكيزي (بالإيطالية: A.S. Lucchese Libertas 1905)‏، نادي كرة قدم إيطالي يقع في مدينة لوكا في إيطاليا، تأسس عام 1905.
يلعب حاليا في الدوري الإيطالي الدرجة الرابعة.